# Buchstütze

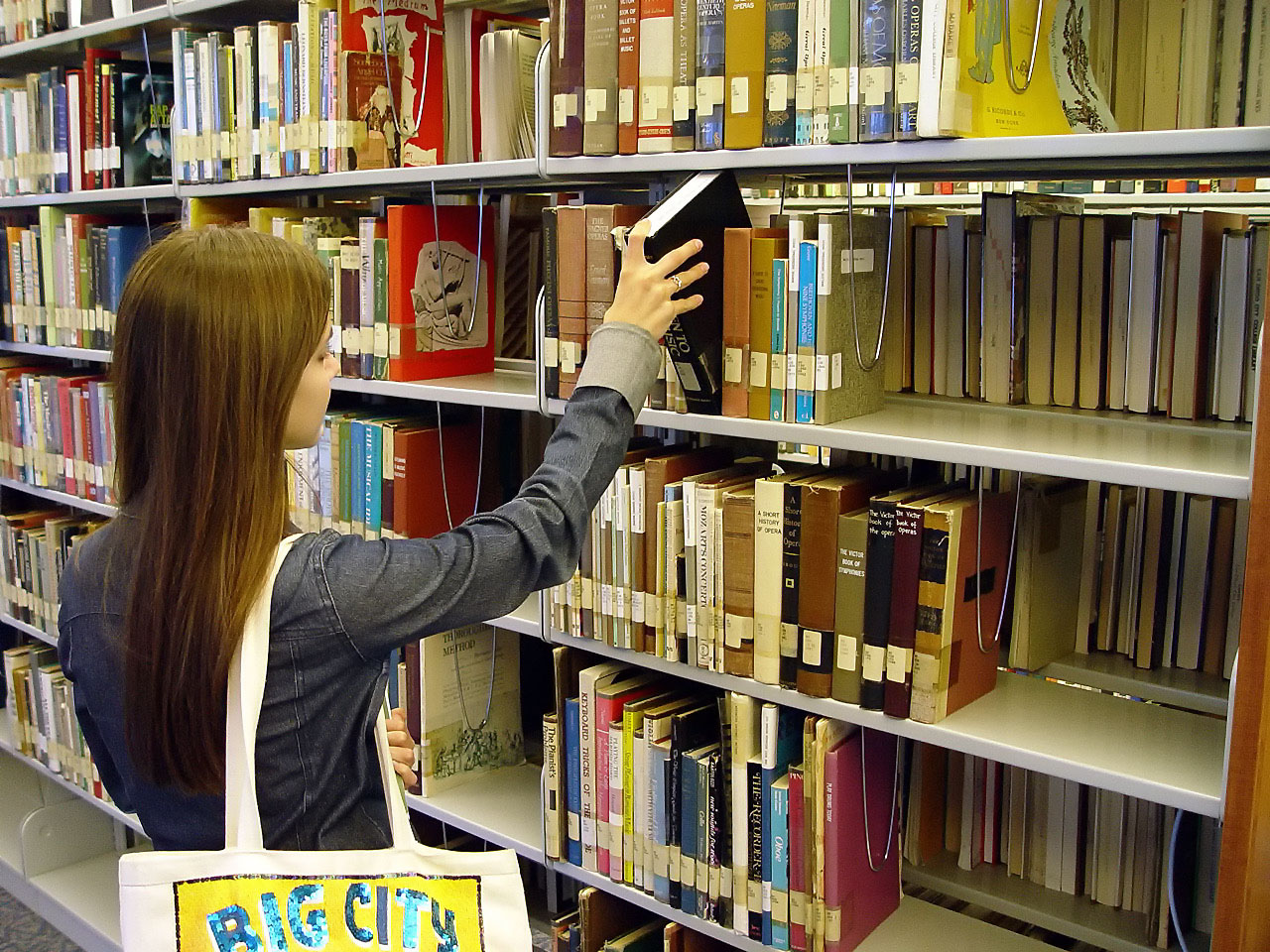
Buchstützen in Bügelform in der Regalbrettdecke eingehängt, verschiebbar

Der Begriff Buchstütze bezeichnet eine Vorrichtung mit der Bücher in einem Bücherregal an ihre Position fixiert werden, sodass sie nicht umfallen können. Das Umfallen eines Buches kann dazu führen, dass ähnlich wie beim Dominoeffekt auch benachbarte Bücher und andere im Regal befindliche Objekte um- oder gar herunterfallen und auf diese Weise Schaden nehmen können. Daher ist es sinnvoll, zumindest die äußeren Bücher in einer Gruppe von Büchern zu fixieren.

## Kategorien

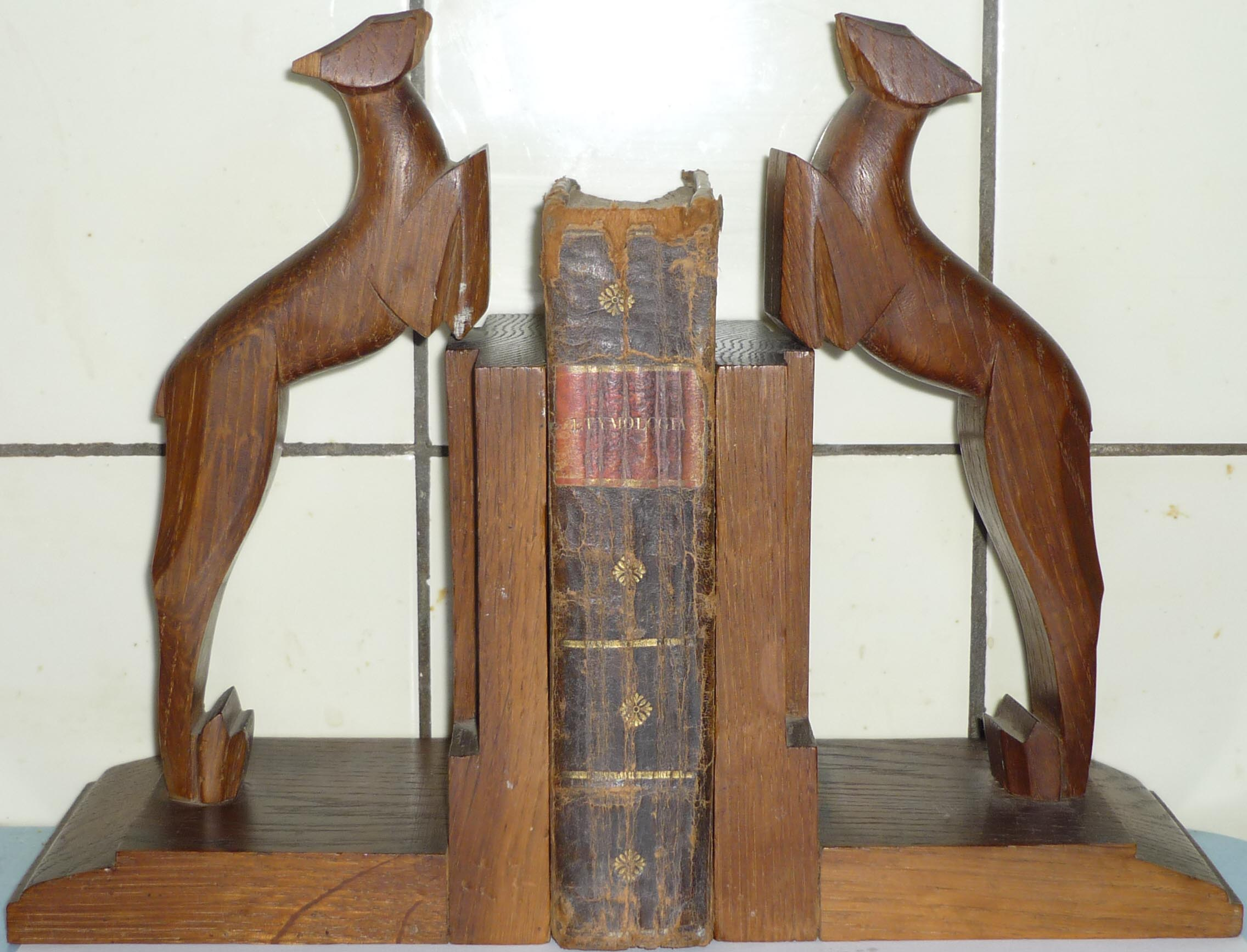
Buchstützenpaar Art déco von Bildhauer René van Dievoet.

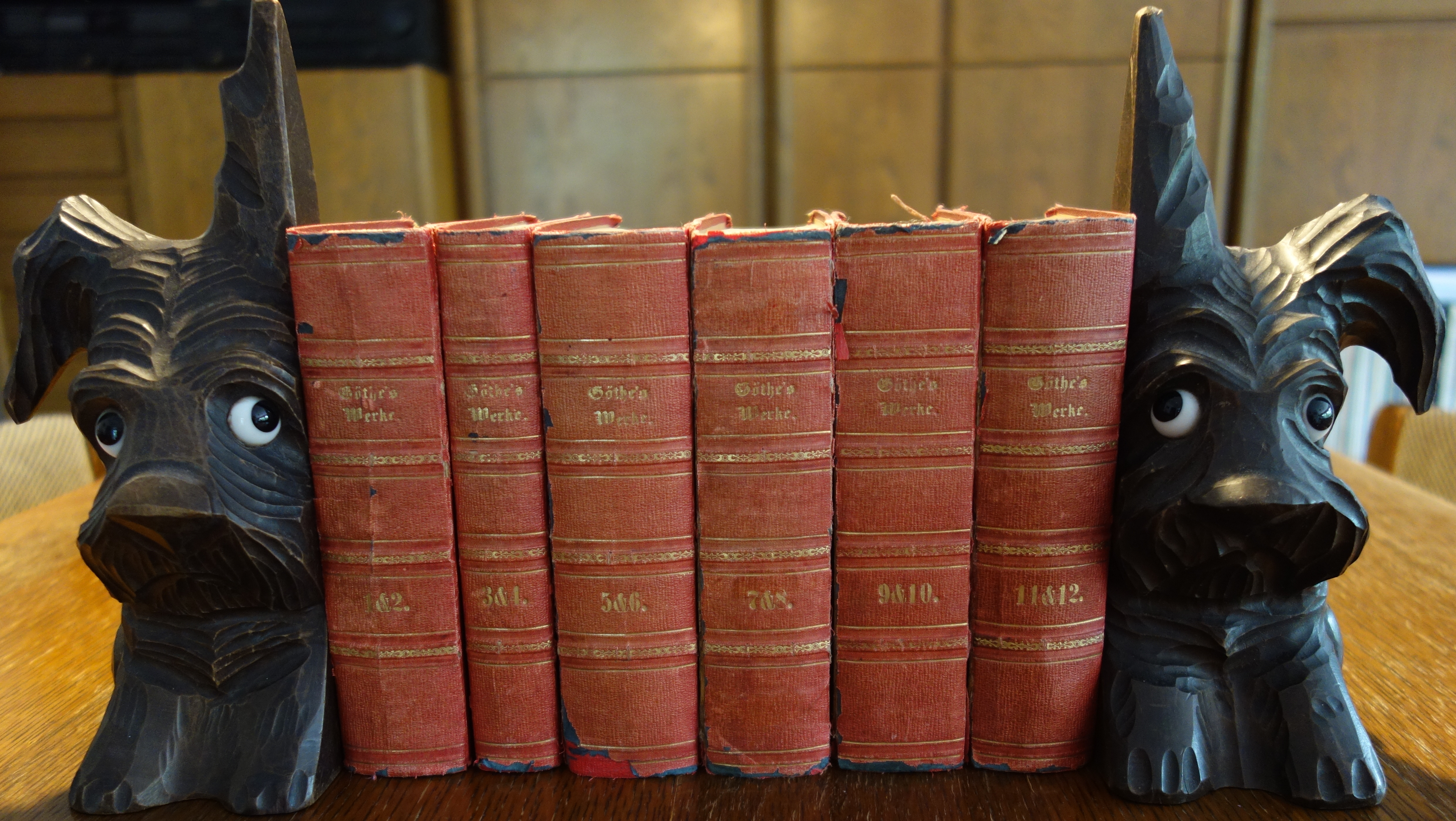
Handgeschnitztes Buchstützenpaar aus zwei Hunden. Die beiden Hunde stützen durch ihr Eigengewicht eine Reihe von Büchern (um 1910).

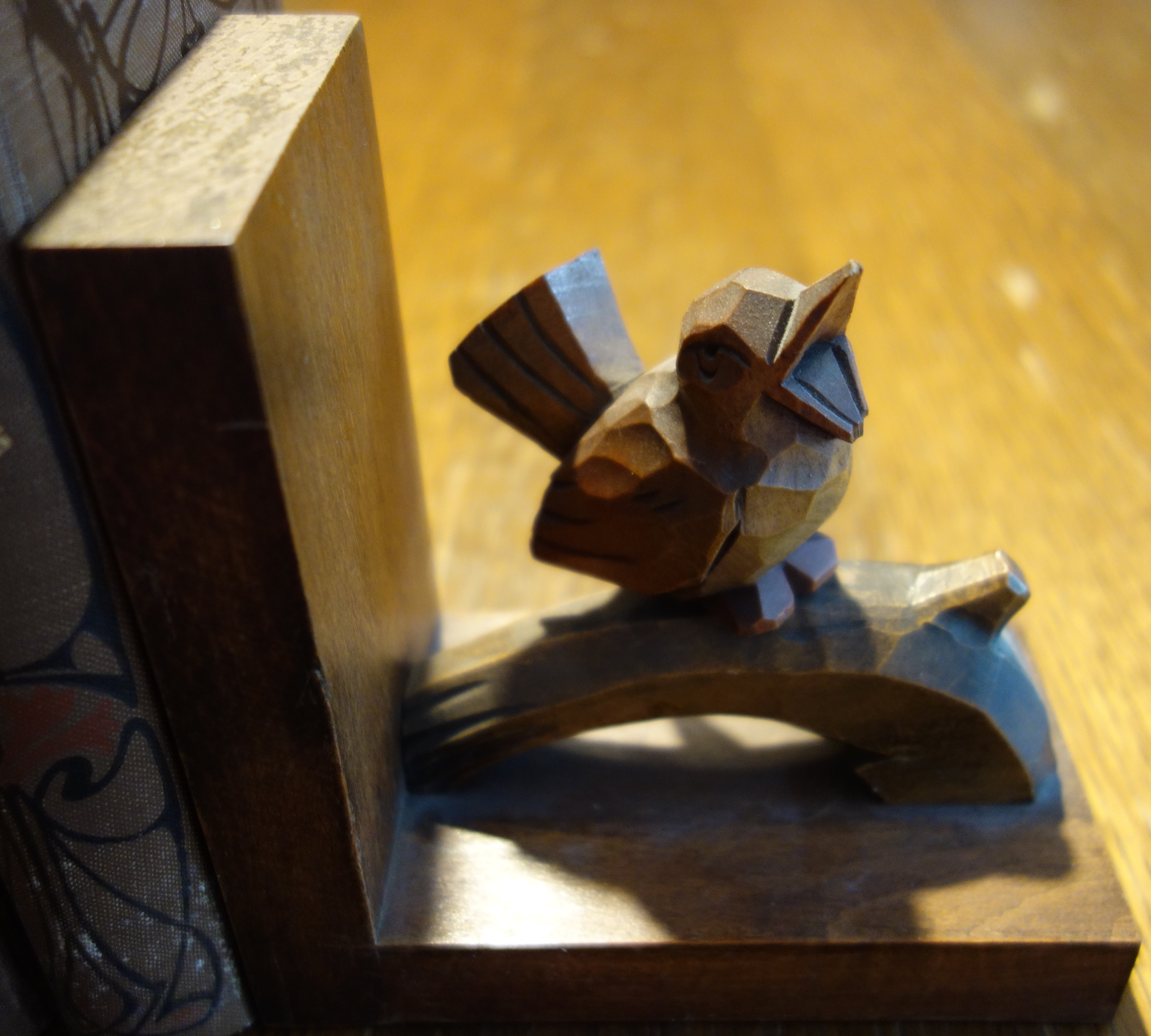
Handgeschnitzte Buchstütze, die einen mit einem Vogel beschwerten Winkel darstellt (um 1930).

Buchstützen fixieren Bücher auf insbesondere drei verschiedene Arten:
1. Buchstützen können die Bücher durch das Eigengewicht der Bücher stützen. Hierzu zählen rechtwinklige Metall- oder Plexiglaswinkel, auf deren Unterseite die Bücher gestellt werden. Dies sind die meist einfachsten Formen von Buchstützen.
2. Buchstützen können die Bücher durch das Gewicht der Buchstütze stützen. Hierzu zählen bspw. Viertelkugeln oder mit Objekten verzierte beschwerte Winkel.
3. Buchstützen können die Bücher durch die Befestigung der Buchstützen am Regal stützen. Hierzu zählen an das Regal im rechten Winkel geklemmte oder anderweitig befestigte Platten.

## Buchstützen im Bibliothekswesen
Im heutigen deutschen Bibliothekswesen gibt es zwei verbreitete grundsätzliche Systeme von Buchstützen – zum einen die an der Unterseite der Böden der Bücherfächer integrierten Hängebuchstützen; zum anderen mit einem Gleitrand ausgestattete Winkelbuchstützen. Die „Grundsätze zur Ausstattung von Öffentlichen Bibliotheken“ sehen pro Fachboden und pro Systematikstelle eine Buchstütze oder pro Fachboden 1,5  Buchstützen vor.